# Гросс, Фолькмар
Фолькмар Гросс (нем. Volkmar Groß; 31 января 1948, Берлин — 3 июля 2014, Берлин) — западногерманский футболист, выступавший на позиции вратаря.

## Биография

### Клубная карьера
Начинал играть в футбол в клубе «Герта» из берлинского пригорода Целендорф, затем перешёл в берлинскую «Герту», в основном запомнился своими играми за этот клуб. Первый матч за берлинцев провёл в 1967 году в Региональной лиге. В Бундеслиге дебютировал в сезоне 1968/1969, сыграл 17 матчей. Всего за «Герту» за 5 сезонов провёл 111 официальных игр, из них 101 — в чемпионате страны. В апреле 1970 года был участником матча против дортмундской «Боруссии» (9:1), этот результат до сих пор является рекордной победой в истории «Герты». В 1971 году стал одним из фигурантов дела о договорных матчах в Бундеслиге, был дисквалифицирован на два года и оштрафован на 15 тысяч марок.
Следующие два сезона Гросс провёл в клубе «Хелленик» из Кейптауна в чемпионате Южной Африки, которая в то время не входила в ФИФА и на которую не распространялась дисквалификация. В 1974 году вернулся в Европу, выступал за голландский «Твенте», в его составе стал финалистом Кубка УЕФА 1974/75, в том же году стал финалистом Кубка Нидерландов.
В начале 1977 года вернулся в Германию, выступал за берлинскую «Теннис Боруссию». 21 мая 1977 года на 89-й минуте матча с «Кайзерслаутерном» (4:2) отличился забитым голом со штрафного удара. Проведя полсезона в «Теннис-Боруссии», перешёл в другой клуб Бундеслиги — «Шальке-04».
В 1979 году Гросс переехал в США и подписал контракт с клубом «Миннесота Кикс», который выступал в NASL. Он начал сезон в Миннесоте, но закончил его с «Сан-Диего Сокерз». За «Сокерз» отыграл пять лет, провёл 162 матча. Играл как в обычный футбол, так и в шоубол, после чего завершил карьеру.
По окончании карьеры футболиста был совладельцем ресторана, также выступал в роли футбольного обозревателя, блогера, был членом фан-движения берлинской «Герты».
Умер 3 июля 2014 года в возрасте 66 лет после продолжительной болезни. Его прах был захоронен в урне в форме мяча на лесном кладбище Зехлендорф.

### Карьера в сборной
Был кандидатом в сборную Германии, за сборную сыграл всего один матч — 22 ноября 1970 года в Афинах против сборной Греции (3:1). После дисквалификации за участие в договорных матчах в сборную не вызывался.